# 呂紹湖
53°37′43″N 12°6′23″E / 53.62861°N 12.10639°E

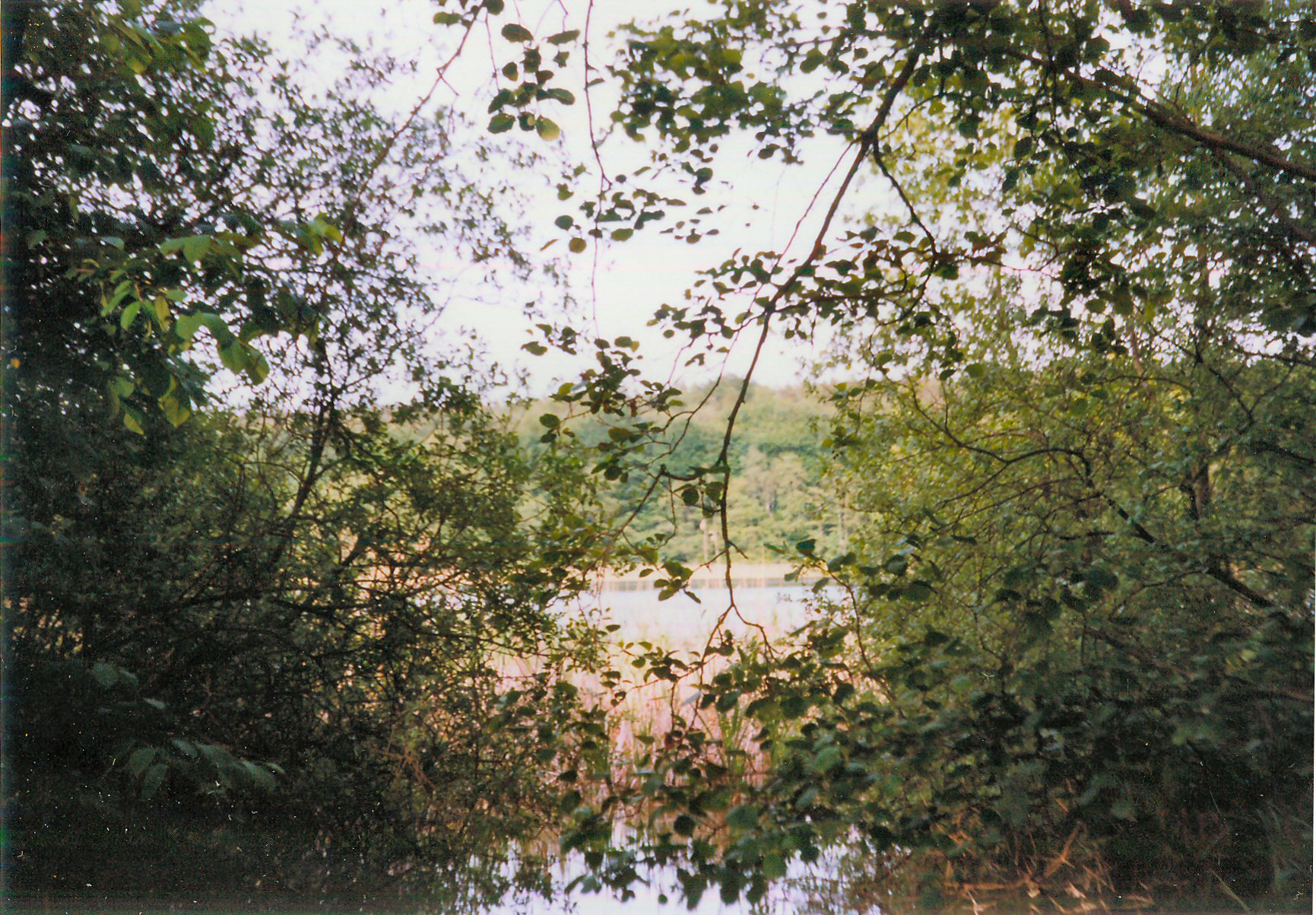

呂紹湖（德語：Lüschow），是德國的湖泊，位於該國東北部，由梅克倫堡-前波美拉尼亞州負責管轄，處於路德維希斯盧斯特-帕爾希姆縣，面積0.3平方公里，海拔高度46米。